# Рассвет (кинотеатр)
Кинотеатр «Рассвет» — кинотеатр в Москве, находящийся в районе Коптево, по адресу улица Зои и Александра Космодемьянских, 23. Одноимённое название носят находящиеся рядом остановки трамваев и автобусов.

## История
Построен по типовому проекту архитекторов Евсея Гильмана, Феликса Новикова, Игоря Покровского, инженера Михаила Кривицкого, открыт 8 февраля 1960 года.
По этому же проекту построены кинотеатры :
- «Ленинград» на Новопесчаной улице
- «Прогресс» на Ломоносовском проспекте

### Реконструкция и снос
Конец реконструкции кинотеатра планировался на первый квартал 2020 года. Из-за коронавируса дата открытия может сдвигаться. Здание кинотеатра начали сносить 1 августа 2018 года. На этом участке построен торговый центр, сохранивший название Рассвет.